# Bernardo Jobson
Bernardo Jobson (Vera, 1928-Buenos Aires, 1986) fue un escritor, periodista y traductor argentino. Autor de una prosa humorística y sarcástica, el único libro que publicó en vida fue El fideo más largo del mundo (1972), colección de todos sus cuentos, que logró una amplia difusión en su época y que fue reeditado en el 2008 en la colección Los Recobrados, dirigida por el escritor Abelardo Castillo.

## Biografía
Bernardo Jobson nació en 1928 en la ciudad santafesina de Vera, Argentina.
En la ciudad de Buenos Aires, trabajó como empleado de banco, redactor publicitario y actor de teatro. Además, fue traductor, periodista para los diarios La Opinión y Tiempo argentino y colaboró en las revistas literarias El escarabajo de oro y El ornitorrinco, donde publicó sus primeros relatos y conoció al escritor Abelardo Castillo, quien fue su amigo.
Como escritor, escribió los libros de cuentos Memorias de un soldado raso y Veinticinco watts, la obra teatral El carnet de Dios y la recopilación de notas humorísticas Diccionario enciclopédico argentino, que no editó porque perdió.
En 1972, publicó su primer y único libro, El fideo más largo del mundo, colección de todos sus cuentos. El texto obtuvo una amplia difusión en su época y agotó varias ediciones.
En 1986, Jobson falleció a los 58 años de edad a causa de una afección cardíaca. En el 2008, El fideo más largo del mundo fue reeditado en la colección Los Recobrados, dirigida por Abelardo Castillo.

## Obra

### Cuento
- El fideo más largo del mundo (1972, Centro Editor de América Latina)